# Juego de Cartas Coleccionables Pokémon Online
El Juego de Cartas Coleccionables Pokémon Online (Pokémon Trading Card Game Online en inglés), más frecuentemente conocido como JCC Pokémon Online (Pokémon TCG Online en inglés), fue un videojuego de 2011 basado en el juego de cartas coleccionables Pokémon desarrollado por Dire Wolf Digital, un estudio con sede en Denver, Colorado. El juego estaba disponible para Microsoft Windows, macOS, iOS y Android. Fue lanzado originalmente en marzo de 2011 bajo el nombre de Pokémon Trainer Challenge como un juego basado en navegador.
El 20 de septiembre de 2021 se anunció que JCC Pokémon Online pronto sería reemplazado por JCC Pokémon Live tras su lanzamiento y ya no estaría disponible para descargar. Los jugadores existentes podrán transferir su cuenta y los datos del juego a Pokémon Trading Card Game Live cuando se lance. En noviembre de 2021, se anunció que el nuevo juego se retrasaría hasta 2022. Finalmente, el juego dejó de estar disponible para su descarga y los servidores fueron apagados el 5 de junio de 2023. Los jugadores podrán transferir la mayoría de los datos de la cuenta de JCC Pokémon Online a la nueva plataforma hasta nuevo aviso.

## Jugabilidad
JCC Pokémon Online es una simulación de videojuego del juego de cartas coleccionables de mesa con elementos de rol similares a los de la serie principal de juegos de rol de Pokémon. Los jugadores desafían a personajes que no son jugadores y a otros jugadores en línea a batallas de cartas usando barajas de 60 cartas.
En el modo Desafío de entrenador, el jugador compite contra una variedad de personajes controlados por computadora utilizando mazos temáticos preconstruidos. Ganar una serie de partidas gana sobres de cartas. Este es uno de los modos más fáciles del juego, por lo que se recomienda para jugadores nuevos.

En el modo Versus, los jugadores humanos compiten entre sí. La victoria otorgatokens o boletos de entrada al torneo, así como puntos Versus que contribuyen a ganar premios de una Versus Ladder que se reinicia cada tres semanas, agregando nuevos premios y eliminando todos los Versus Points. Hay cuatro modos de juego. En el modo temático, solo se pueden usar mazos temáticos preconstruidos. En el modo estándar, el mazo del jugador solo puede usar cartas que sean legales en la rotación estándar actual (cada año, las cartas más antiguas se retiran del juego). El modo ampliado permite tarjetas de la rotación ampliada. En el modo ilimitado, se permite cualquier tarjeta, sin embargo, el modo ilimitado se ha restringido para que solo sea una opción jugable con amigos en línea en una batalla de amigos o entrenando contra un NPC.
El modo de torneo involucra a ocho jugadores que luchan en tres rondas de un concurso de estilo de eliminación simple. Las recompensas aumentan en línea con la posición final del jugador. Ganar al menos una partida en una entrada de boleto garantiza un paquete de refuerzo intercambiable como recompensa. Ganar partidas otorga tokens que se pueden usar para comprar artículos no intercambiables en la tienda del juego, como paquetes de cartas no especiales, mazos temáticos preconstruidos o artículos de personalización de avatar.
El juego inicialmente ofrecía tres mazos iniciales y presentaba más contenido después del lanzamiento. Después del 6 de abril de 2011, los jugadores podían comprar cartas de la serie Negro y Blanco, que tienen un código para ser representadas digitalmente. Los jugadores también pueden crear un avatar personalizado. Había códigos de paquetes de refuerzo que permitían comprar paquetes de refuerzo hasta Fronteras Cruzadas en la tienda en línea. Sin embargo, a partir de Tormenta Plasma, la tarjeta de código dentro de los paquetes de refuerzo ahora se canjea directamente como paquetes de refuerzo en línea de su conjunto respectivo.

## Desarrollo y lanzamiento
JCC Pokémon Online fue desarrollado conjuntamente por Dire Wolf y Dire Wolf Digital LLC, y publicado por The Pokémon Company. Fue lanzado el 24 de marzo de 2011.

## Recepción
GamesRadar elogió el juego y afirmó que "todo parece recrearse fielmente, incluido el tablero de cartas, el diseño de la carta de premio e incluso las monedas".